# Ben & Tan
Ben & Tan – duński duet muzyczny założony w 2019 roku Benjamina Rosenbohm (ur. 2002) i Tanne Balcells (ur. 1998), wykonujący muzykę popowo-folkową. Reprezentant Danii w 65. Konkursie Piosenki Eurowizji (2020), który został odwołany.

## Kariera
Benjamin Rosenbohm i Tanne Ballcells w 2019 wystąpili w dwunastej edycji, duńskiej wersji programu X Factor. Ben zajął tam drugie miejsce, a Tan jako członkini grupy Echo zajęła czwarte miejsce. Po programie nawiązali ze sobą współpracę.
31 stycznia 2020 zostali ogłoszeni finalistami Dansk Melodi Grand Prix, duńskich eliminacji do Konkursu Piosenki Eurowizji. 7 marca odbył się finał, w którym zaprezentowali utwór „Yes”. Ostatecznie wygrali, otrzymując 61% głosów stając się reprezentantami Danii w 65. Konkursie Piosenki Eurowizji w Rotterdamie. 18 marca poinformowano o odwołaniu konkursu z powodu pandemii koronawirusa.

## Dyskografia
| Tytuł           | Rok  | Najwyższe miejsce na liście |
| Tytuł           | Rok  | DEN                         |
| --------------- | ---- | --------------------------- |
| "Yes"           | 2020 | 30                          |
| "Summer Nights" | 2020 | –                           |
| "Hallelujah"    | 2020 | –                           |
| "Iron Heart"    | 2021 | –                           |